# Bleyen-Genschmar
Bleyen-Genschmar település Németországban, azon belül Brandenburgban. Lakosainak száma 430 fő (2023. december 31.).

## Népesség
A település népességének változása:
| Lakosok száma | 498  | 455  | 438  | 428  | 438  | 430  |
|               | 2014 | 2017 | 2019 | 2021 | 2022 | 2023 |